# Bolingbrook Golf Club

Bolingbrook Golf Club är en golfklubb som ligger i Bolingbrook, Illinois i USA. Golfklubben grundades 2002.
Golfklubben har en golfbana och som designades av golfbanearkitekten Arthur Hills och arktikektfirman Steve Forrest & Associates. Golfbanan har 18 hål och är totalt cirka 6 496 meter (7 104 yards) lång och där par är 72.
Bolingbrook Golf Club kommer att stå som värd för Liv Golf Chicago 2024 den 13–15 september 2024.